# Старозагорски-Бани
Старозагорски-Бани (болг. Старозагорски бани) — село в Болгарии. Находится в Старозагорской области, входит в общину Стара-Загора. Население составляет 390 человек.
С 1967 года здесь создан национальный бальнеологический курорт и выстроен курортный комплекс. Неподалёку в местечке «Богородична-Стыпка» есть небольшая часовня «Рождества Богородицы».

## Политическая ситуация
В местном кметстве Старозагорски-Бани, в состав которого входит Старозагорски-Бани, должность кмета (старосты) исполняет Станчо Желев Станев (независимый) по результатам выборов правления кметства.
Кмет (мэр) общины Стара-Загора — Светлин Танчев (Граждане за европейское развитие Болгарии (ГЕРБ)) по результатам выборов в правление общины.